# Spirale

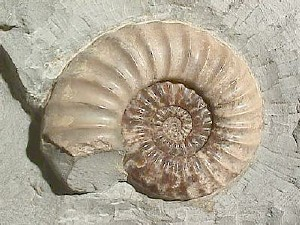
Die Kalkschale der Ammoniten ist annähernd nach Art einer logarithmischen Spirale aufgebaut

Eine Spirale oder Schneckenlinie ist im engeren Sinne eine Kurve, die um einen Punkt oder eine Achse verläuft und sich je nach Betrachterperspektive von diesem Zentrum entfernt oder sich ihm annähert. Im erweiterten Sinne kann es sich dabei statt um einen Punkt, bzw. eine Kurve auch um andere mathematische Objekte wie zum Beispiel Zahlen, Zahlenfolgen oder mathematische Figuren handeln. Zu solchen Spiralen zählen unter anderem die Ulam-Spirale, die Wurzelspirale, die Fibonacci-Spirale oder die aus Dreiecken und Quadraten bestehende Spiralen im Pythagoras-Baum.

## Spirale oder Schraube
Die Spirale wird manchmal mit der Schraube (auch Wendel oder Helix genannt) verwechselt. Während die prototypische Spirale ein Gebilde in der Ebene ist, wie zum Beispiel die Rille einer Schallplatte oder die Arme einer Spiralgalaxie, ist sowohl die Schraube als auch der Wendelbohrer ein räumliches Gebilde entlang des Hofes eines Zylinders. Auch die Abgrenzung zu einem Wirbelrad ist letztlich unklar.

## Ebene Spiralen

### Beschreibungen

Archimedische Spirale

Man kann Spiralen mathematisch am besten als Koordinatengleichungen im ebenen Polarkoordinatensystem beschreiben, wobei {\displaystyle r} als Funktion {\displaystyle r(\varphi )} von {\displaystyle \varphi } dargestellt wird; {\displaystyle \varphi } läuft im Allgemeinen bis unendlich anstatt nur bis 2π. Auch negative Winkel sind möglich.
Polardarstellung einer Spirale:
- {\displaystyle r=r(\varphi )}

In {\displaystyle x}-{\displaystyle y}-Koordinaten werden dadurch Punkte mit der Parameterdarstellung
- {\displaystyle x=r(\varphi )\cos \varphi \ ,\qquad y=r(\varphi )\sin \varphi }

beschrieben.
Ersetzt man in der Polardarstellung {\displaystyle \varphi } durch {\displaystyle \varphi -\varphi _{0}}, so wird die Spirale um den Winkel {\displaystyle \varphi _{0}} gedreht. (Eventuell muss der Definitionsbereich angepasst werden.)

### Beispiele
- Archimedische Spirale: {\displaystyle \ r=a\varphi }
- Hyperbolische Spirale: {\displaystyle \ r={\tfrac {a}{\varphi }}}
- Fermatsche Spirale: {\displaystyle \ r=a{\sqrt {\varphi }}}
- Lituus-Spirale: {\displaystyle \ r={\tfrac {a}{\sqrt {\varphi }}}}
- Logarithmische Spirale: {\displaystyle \ r=ae^{k\varphi }}

Hyperbolische Spirale als Zentralprojektion einer Schraubenlinie

Die archimedische Spirale entsteht z. B. beim Aufwickeln eines gleichmäßig dicken Teppichs. Sie wird in der {\displaystyle r}-{\displaystyle \varphi }-Ebene durch eine Gerade beschrieben.
Die hyperbolische Spirale wird in der {\displaystyle r}-{\displaystyle \varphi }-Ebene durch eine Hyperbel beschrieben. Sie entsteht bei der Zentralprojektion einer Schraubenlinie auf eine zur Schraubachse senkrechte Ebene (siehe Bild). Man sieht sie z. B. beim senkrechten Blick durch eine Wendeltreppe (siehe hierzu Schraublinie (Darstellende Geometrie)). Sie ist auch das Bild einer archimedischen Spirale bei einer Kreisspiegelung (Inversion).
Die Fermatsche Spirale heißt auch parabolische Spirale, da ihre Polargleichung eine Parabel beschreibt.
Die Lituus-Spirale ist das Bild einer fermatschen Spirale bei einer Kreisspiegelung.
Die logarithmische Spirale entsteht z. B. beim Wachstum von Schneckenhäusern.
Ihr Name rührt von der Auflösung ihrer Polargleichung nach {\displaystyle \varphi } her: {\displaystyle \varphi ={\tfrac {1}{k}}\cdot \ln {\tfrac {r}{a}}}.

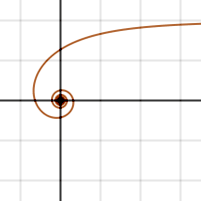
Hyperbolische Spirale:
{\displaystyle r={\frac {a}{\varphi }}}
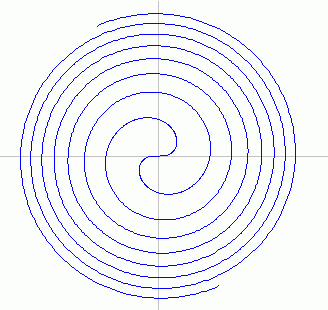
Fermatsche Spirale:
{\displaystyle r=a{\sqrt {\varphi }}}
Lituus-Spirale:
{\displaystyle r={\frac {a}{\sqrt {\varphi }}}}
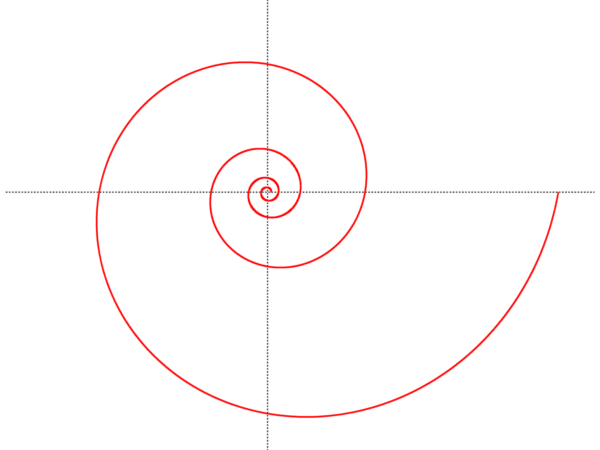
Logarithmische Spirale:
{\displaystyle r=ae^{k\varphi }}

Neben diesen Spiralen gibt es noch solche, die nicht in dieses Konzept passen:
- Spirale des Theodorus. Sie ist keine glatte Kurve, sondern ein Polygon mit den Seitenlängen 1.
- Klothoide (Cornu-Spirale). Sie besitzt zwei asymptotische Punkte.

Spirale des Theodorus
Cornu-Spirale

### Eigenschaften

Polarkoordinaten: Definition von Sektor (hellblau) und polarer Steigungswinkel

Polarer Steigungswinkel
Der Winkel {\displaystyle \alpha }, unter dem die Spiraltangente den zugehörigen Polarkreis schneidet, heißt polarer Steigungswinkel und {\displaystyle \tan \alpha } die polare Steigung. Aus der Formel für den Tangentenvektor ergibt sich
{\displaystyle \tan \alpha ={\frac {r'}{r}}\ .}
Für eine Spirale mit der Gleichung {\displaystyle \;r=a\varphi ^{n}\;} ist die polare Steigung
- {\displaystyle \tan \alpha ={\frac {n}{\varphi }}\ .}

Für die archimedische Spirale ist {\displaystyle n=1} und damit {\displaystyle \;\tan \alpha ={\tfrac {1}{\varphi }}\ .}
Für die logarithmische Spirale ist {\displaystyle \ \tan \alpha =k\ } konstant.
Krümmung
Die Krümmung {\displaystyle \kappa } einer Kurve in Polardarstellung ist
{\displaystyle \kappa ={\frac {r^{2}+2(r')^{2}-r\;r''}{(r^{2}+(r')^{2})^{3/2}}}\ .}
Für eine Spirale mit der Gleichung {\displaystyle r=a\varphi ^{n}} ergibt sich
- {\displaystyle \kappa =\dotsb ={\frac {1}{a\varphi ^{n-1}}}{\frac {\varphi ^{2}+n^{2}+n}{(\varphi ^{2}+n^{2})^{3/2}}}\ .}

Z. B. ist für {\displaystyle n=1} (archimedische Spirale)
{\displaystyle \kappa ={\tfrac {\varphi ^{2}+2}{a(\varphi ^{2}+1)^{3/2}}}}. Die Spirale hat also keinen Wendepunkt.
Die Krümmung einer logarithmischen Spirale {\displaystyle \;r=ae^{k\varphi }\;} ist {\displaystyle \;\kappa ={\tfrac {1}{r{\sqrt {1+k^{2}}}}}\;.}
Sektorfläche
Die Fläche eines Kurvensektors einer Kurve in Polardarstellung ist
{\displaystyle A={\frac {1}{2}}\int _{\varphi _{1}}^{\varphi _{2}}r(\varphi )^{2}\;d\varphi \ .}
Für eine Spirale mit der Gleichung {\displaystyle r=a\varphi ^{n}\;} ergibt sich
- {\displaystyle A={\frac {1}{2}}\int _{\varphi _{1}}^{\varphi _{2}}a^{2}\varphi ^{2n}\;d\varphi ={\frac {a^{2}}{2(2n+1)}}{\big (}\varphi _{2}^{2n+1}-\varphi _{1}^{2n+1}{\big )}\ ,\quad {\text{falls}}\quad n\neq -{\frac {1}{2}},}
- {\displaystyle A={\frac {1}{2}}\int _{\varphi _{1}}^{\varphi _{2}}{\frac {a^{2}}{\varphi }}\;d\varphi ={\frac {a^{2}}{2}}(\ln \varphi _{2}-\ln \varphi _{1})\ ,\quad {\text{falls}}\quad n=-{\frac {1}{2}}\ .}

Die Sektorfläche einer logarithmischen Spirale {\displaystyle \;r=ae^{k\varphi }\;} ist
{\displaystyle \ A={\tfrac {r(\varphi _{2})^{2}-r(\varphi _{1})^{2})}{4k}}\ .}
Bogenlänge
Die Länge eines Bogens einer Kurve in Polardarstellung ist
{\displaystyle L=\int \limits _{\varphi _{1}}^{\varphi _{2}}{\sqrt {\left(r^{\prime }(\varphi )\right)^{2}+r^{2}(\varphi )}}\,\mathrm {d} \varphi \ .}
Für eine Spirale mit der Gleichung {\displaystyle r=a\varphi ^{n}\;} ergibt sich
- {\displaystyle L=\int _{\varphi _{1}}^{\varphi _{2}}{\sqrt {{\frac {n^{2}r^{2}}{\varphi ^{2}}}+r^{2}}}\;d\varphi =a\int \limits _{\varphi _{1}}^{\varphi _{2}}\varphi ^{n-1}{\sqrt {n^{2}+\varphi ^{2}}}d\varphi \ .}

Diese Integrale sind nicht mehr für alle {\displaystyle n} geschlossen lösbar. Im Fall der fermatschen Spirale ergibt sich ein elliptisches Integral.
Die Bogenlänge einer logarithmischen Spirale {\displaystyle \;r=ae^{k\varphi }\;} ist {\displaystyle \ L={\tfrac {\sqrt {k^{2}+1}}{k}}{\big (}r(\varphi _{2})-r(\varphi _{1}){\big )}\ .}

### Beschränkte Spiralen

Beschränkte Spiralen:
(links),
(rechts)

Die Funktion {\displaystyle r(\varphi )} einer Spirale ist üblicherweise eine streng monotone, stetige Funktion und unbeschränkt. In den Standardbeispielen ist {\displaystyle r(\varphi )} eine Potenzfunktion oder eine Exponentialfunktion. Man kann allerdings für {\displaystyle r(\varphi )} auch eine beschränkte streng monotone Funktion wählen und erhält damit dann eine beschränkte Spirale. Eine hierfür geeignete Funktion ist der Arkustangens:
Beispiel 1
Setzt man {\displaystyle \;r=a\arctan(k\varphi )\;} und wählt {\displaystyle \;k=1/10,\;a=4,\;\varphi \geq 0}, erhält man eine Spirale, die im Ursprung beginnt (wie die archimedische Spirale) und sich dem Kreis mit Radius {\displaystyle \;r=2\pi \;} annähert (im Bild links).
Beispiel 2
Setzt man {\displaystyle \;r=a(\arctan(k\varphi )+\pi /2)\;} und wählt {\displaystyle \;k=1/5,\;a=2,\;-\infty <\varphi <\infty }, erhält man eine Spirale, die sich dem Ursprung nähert (wie die hyperbolische Spirale) und sich dem Kreis mit Radius {\displaystyle \;r=2\pi \;} annähert (im Bild rechts).

## Räumliche Spiralen

Konische Spirale mit archimedischer Spirale als Grundriss

### Konische Spiralen
Ist in der {\displaystyle x}-{\displaystyle y}-Ebene durch die Parameterdarstellung
{\displaystyle x=r(\varphi )\cos \varphi \ ,\qquad y=r(\varphi )\sin \varphi }
eine ebene Spirale gegeben, so kann man eine dritte Koordinate {\displaystyle z(\varphi )} so anfügen, dass die dadurch entstehende räumliche Kurve auf dem senkrechten Kreiskegel mit der Gleichung {\displaystyle \;m^{2}(x^{2}+y^{2})=(z-z_{0})^{2}\ ,\ c>0\;} liegt:
- {\displaystyle x=r(\varphi )\cos \varphi \ ,\qquad y=r(\varphi )\sin \varphi \ ,\qquad \color {red}{z=z_{0}+mr(\varphi )}\ .}

Spiralen dieser Art nennt man konische Spiralen. Sie waren auch schon Pappos bekannt.
Beispiel
Geht man von einer archimedischen Spirale {\displaystyle \;r(\varphi )=a\varphi \;} aus, erhält man die konische Spirale (siehe Bild)
{\displaystyle x=a\varphi \cos \varphi \ ,\qquad y=a\varphi \sin \varphi \ ,\qquad z=z_{0}+ma\varphi \ ,\quad \varphi \geq 0\ .}
In diesem Fall kann man die konische Spirale auch als Schnittkurve eines Kegels und einer Wendelfläche auffassen.

Kugelspirale mit

### Kugelspiralen
Stellt man eine Kugel mit Radius {\displaystyle r} in Kugelkoordinaten dar:
{\displaystyle {\begin{aligned}x&=r\cdot \sin \theta \cdot \cos \varphi \\y&=r\cdot \sin \theta \cdot \sin \varphi \\z&=r\cdot \cos \theta \end{aligned}}}
und gibt eine lineare Abhängigkeit der Winkel {\displaystyle \;\varphi =c\theta ,\;c>2\;}
vor, so erhält man eine Kugelspirale mit der Parameterdarstellung
- {\displaystyle {\begin{aligned}x&=r\cdot \sin \theta \cdot \cos {\color {red}c\theta }\\y&=r\cdot \sin \theta \cdot \sin {\color {red}c\theta }\\z&=r\cdot \cos \theta \qquad \qquad 0\leq \theta \leq \pi \ .\end{aligned}}}

Auch Kugelspiralen wurden schon von Pappus untersucht. Sie sind spezielle Clelia-Kurven.
Lässt man {\displaystyle c=1} also {\displaystyle \;\varphi =\theta \;} zu, erhält man eine vivianische Kurve.
Man beachte: Eine Loxodrome ist keine Kugelspirale in dem hier erklärten Sinne.

Kugelspirale
Loxodrome

## Zahlenspiralen

Zahlenspirale

Hierzu gehören Spiralen, bei denen statt einer Kurve eine Folge von Zahlen betrachtet wird. Neben der schon eingangs genannten Ulam-Spirale verdeutlicht beispielsweise die nachfolgende Zahlenspirale eine Reihe besonderer Zusammenhänge zwischen natürlichen Zahlen.
Die Abbildung zeigt eine Zahlenspirale, in der die ersten 99 natürlichen Zahlen einschließlich der Null eingetragen sind, mit den nachfolgenden Eigenschaften.
- Die geraden bzw. ungeraden Zahlen sind schachbrettartig verteilt, d. h. die diagonal verlaufenden Kästchenreihen sind abwechselnd mit geraden bzw. ungeraden Zahlen belegt.
- Die Quadrate der geraden Zahlen liegen auf dem rot gekennzeichneten und die Quadrate der ungeraden Zahlen auf dem gelb gekennzeichneten Diagonalenteil.
- Springt man von einer Zahl in den grün gekennzeichneten Diagonalenteilen waagerecht und senkrecht jeweils zu den rot und gelb gekennzeichneten Feldern, die an die Spirale angrenzen, so bildet die Zahl auf dem grünen Feld das geometrische Mittel der beiden Zahlen auf dem roten und gelben Feld, wobei die betreffenden Faktoren stets aufeinander folgen.

Beispiel: {\displaystyle 30={\sqrt {25\cdot 36}}=5\cdot 6}.
- Die Zahlen in der grün gekennzeichneten Diagonale (einschließlich der Null) bilden eine arithmetische Folge zweiter Ordnung.[3]

## In der Kunst
Anders als in der Natur und in den meisten geometrischen Konstrukten kommen in der Kunst auch ein- und auswärts gewendete Doppelspiralen vor.

### Vorgeschichte und Antike

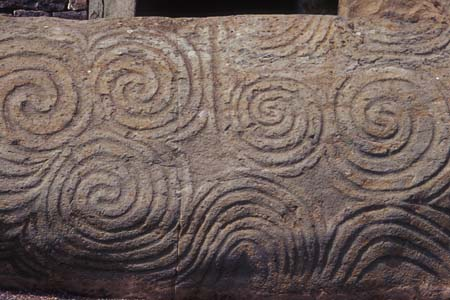
Newgrange – Stein am Eingang.
In der linken Bildhälfte deutet sich bereits eine Triplespirale (Triskele) an.

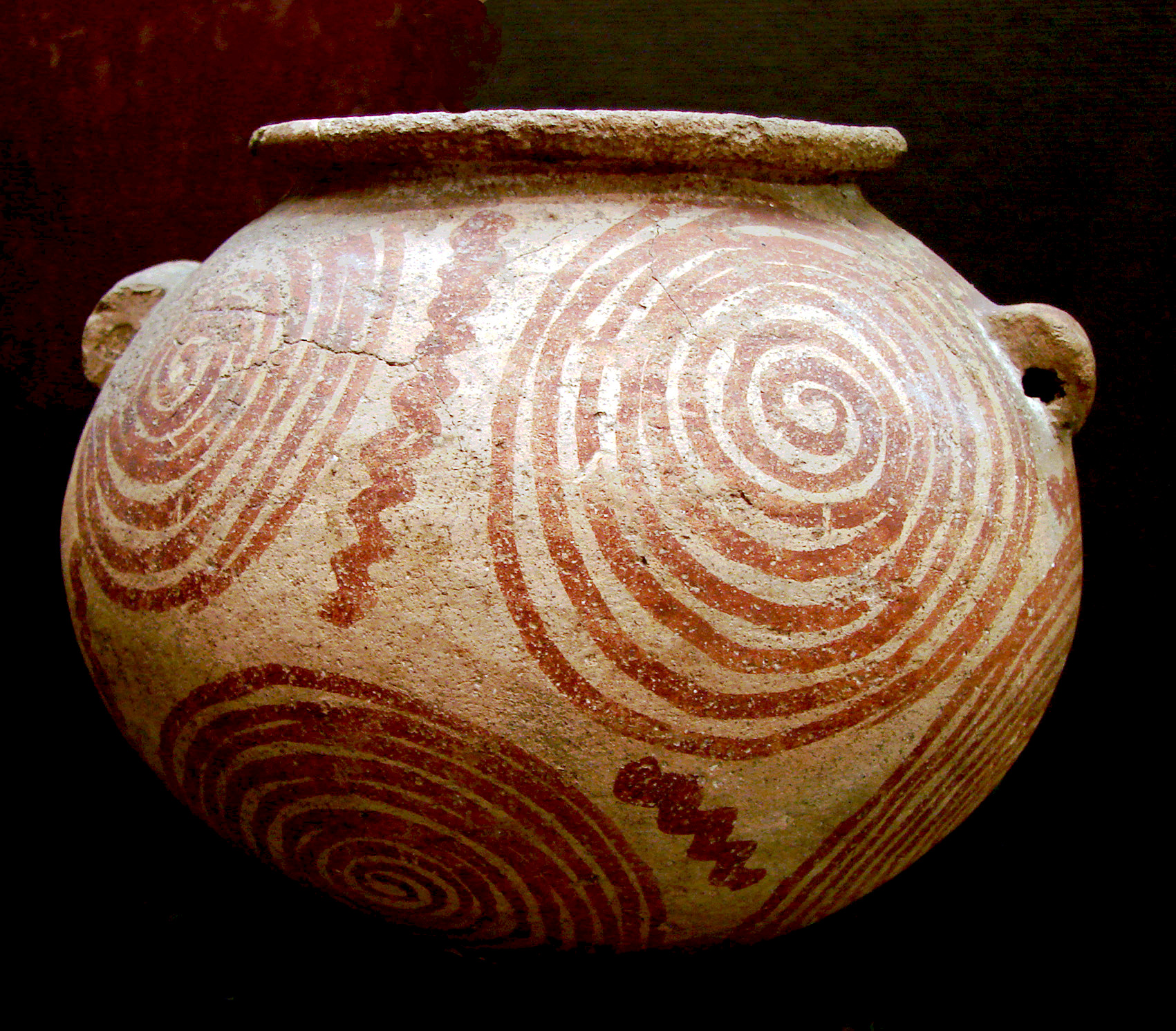
Mit Spiralen dekorierte Vase aus der ägyptischen Naqada-II-Zeit

Spiralen tauchen bereits in vor- und frühgeschichtlicher Zeit als häufiges Ornamentmotiv auf Stein und Keramik auf. Beispiele finden sich in der Bandkeramik der Jungsteinzeit, aber auch in den frühen Hochkulturen Ägyptens, Kretas und Chinas. In Europa sind Spiralmotive von den Megalithkulturen über die Bronzezeit bis zur frühen Eisenzeit sowie bei den Kelten und Germanen verbreitet und erscheinen auch auf iberischer Keramik.

Spiralen vermitteln eine Vorstellung von Unendlichkeit, sie können aber auch unheilabwehrend (apotropäisch) gemeint sein oder sogar als Stammeszeichen fungieren.

### Tripel- und Mehrfachspiralen

Tripelspirale als vorzeitliches Motiv (Triskele) oder Celtic Triskele

In der Kirche von Vallstena wurde ein gotländischer Bildstein gefunden, dessen Mittelteil mit einem vierfachen Spiralornament verziert ist. Das Zeichen, das als Tripelspirale wesentlich älter ist und ansatzweise im Passage tomb von Newgrange in Irland vorkommt, ist auf Gotland als 4-, 6- und 7-fache Kombination anzutreffen. Auch stilisierte Tierköpfe sowie realistischere Bilder von Menschen und Tieren sind bisweilen mit diesem geometrischen Motiv vereint. Es handelt sich bei der Spirale, ebenso wie beim Wirbelrad, vermutlich um ein Sonnensymbol oder die Darstellung einer Göttervielheit. Farbe unterstützte das flache, aber fein gehauene Ornament und hob die Darstellung hervor. Das Spiralmotiv kommt in verschiedener Form und Komposition auf den älteren Steinen, die zwischen 400 und 600 n. Chr. entstanden, vor. Spiralmotive tauchen aber sowohl früher als auch später in verschiedenen Fundzusammenhängen auf. Auf den Britischen Inseln sind sie um Christi Geburt verbreitet, und in der mehrere Jahrhunderte jüngeren spätkeltischen Kunst können sie in frühchristlichen Handschriften studiert werden. Diese Kunst steht den Bildsteinen zeitlich näher; es ist daher vermutet worden, dass ein gewisser Zusammenhang besteht.

### Spiralmotive im Mittelalter
In der europäischen Kunst des Mittelalters (Romanik und Gotik) sind Spiralmotive eher selten anzutreffen, obwohl – vor allem im gotischen Maßwerk – geometrische Spiele (ludi geometrici) häufig waren und in der Spätgotik auch zu zentrierten und gezogenen Dreipassformen führten, die Erinnerungen an ältere Spiralmotive wachrufen. Dagegen nehmen Labyrinthe, Flechtbänder, Rankenwerk und andere gewundene, aber sehr oft auch – anders als bei den Spiralen – sich überschneidende Dekormotive an Zahl zu. Im Tympanonfeld der Kirche von Bembrive (Provinz Pontevedra, Spanien) sind drei Spiralen zu sehen; die Stirnseite des inneren Portalbogens der Kirche von San Pedro de Gaíllos (Provinz Segovia, Spanien) zeigt – neben Rosetten und Wirbeln – auch kleine Spiralen. An mittelalterlichen Tür- und Truhenbeschlägen findet man sie häufiger – dort entwickeln sie sich jedoch aus geraden Bändern.

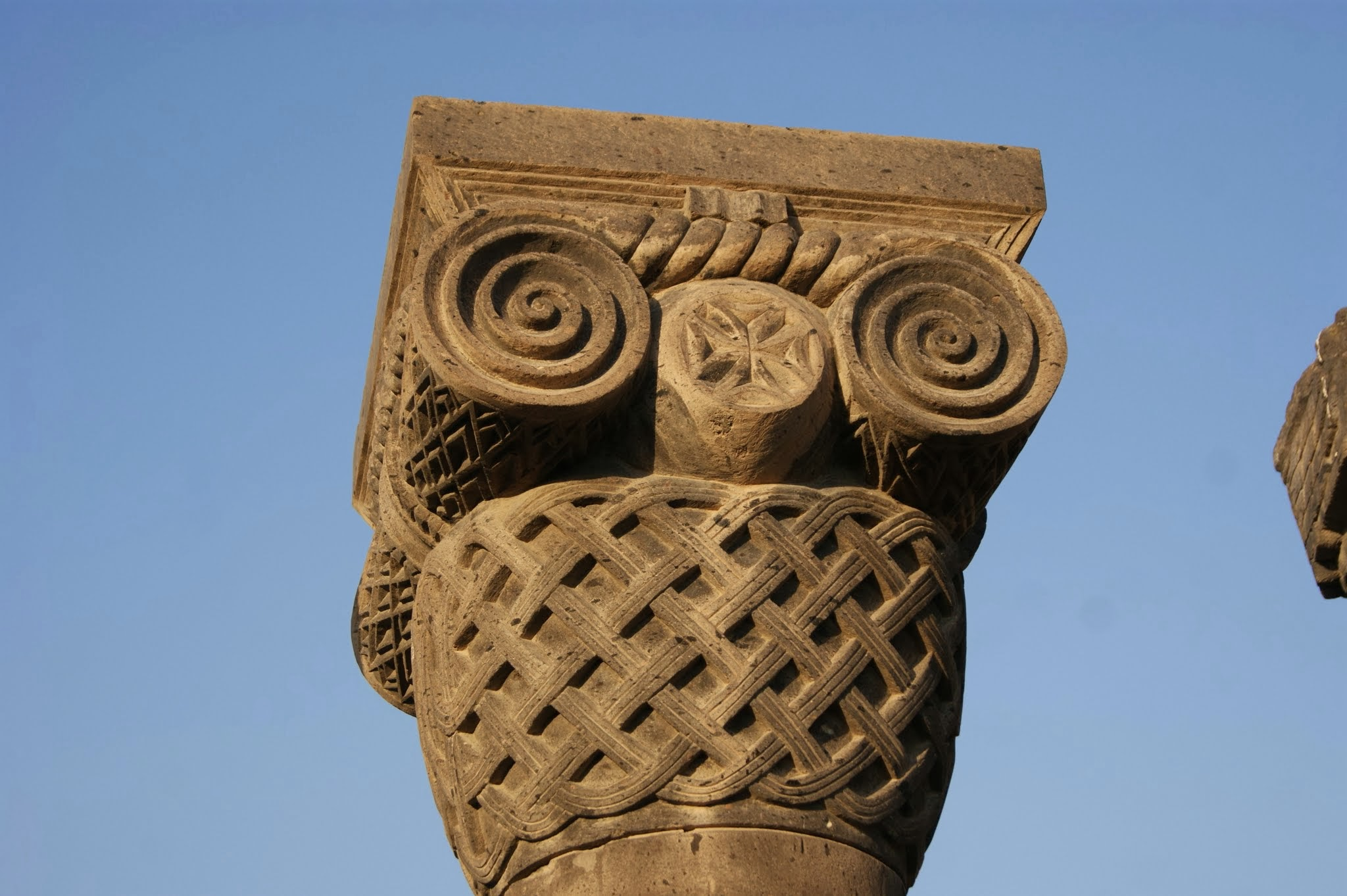
Kapitell in Swartnoz, Armenien (7. Jh.)
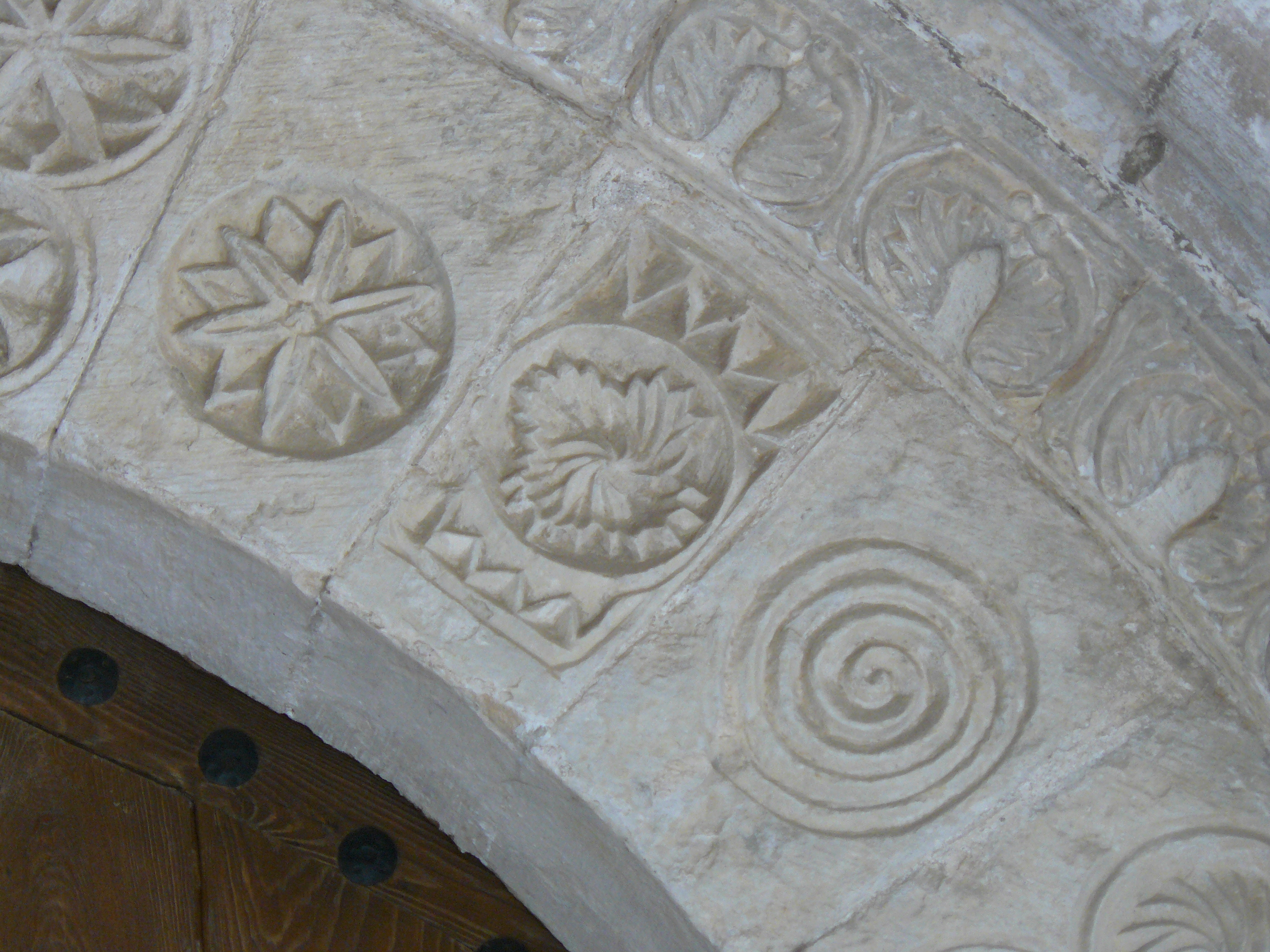
Portal der Kirche von San Pedro de Gaíllos, Detail
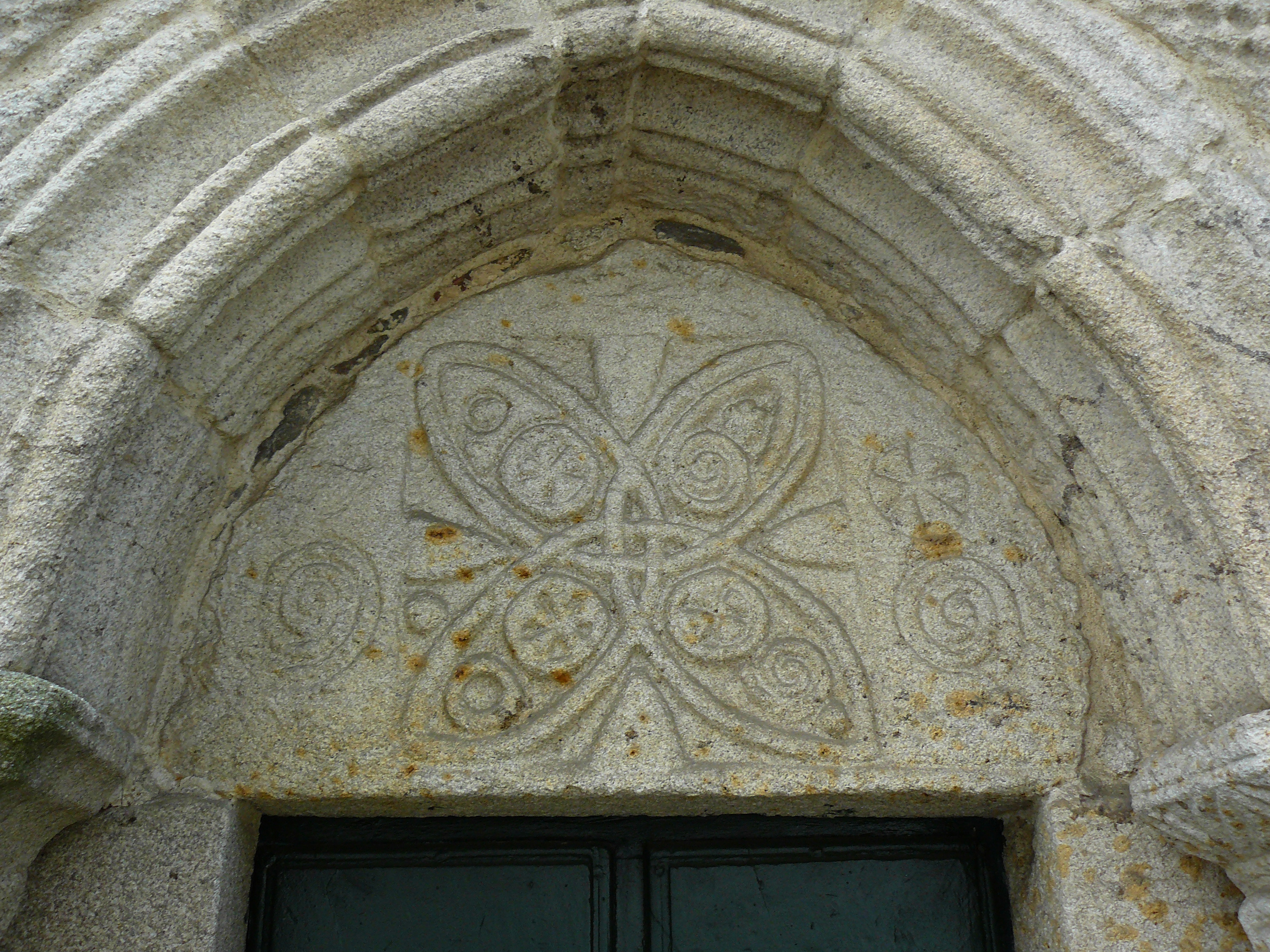
Tympanonfeld der Kirche von Bembrive
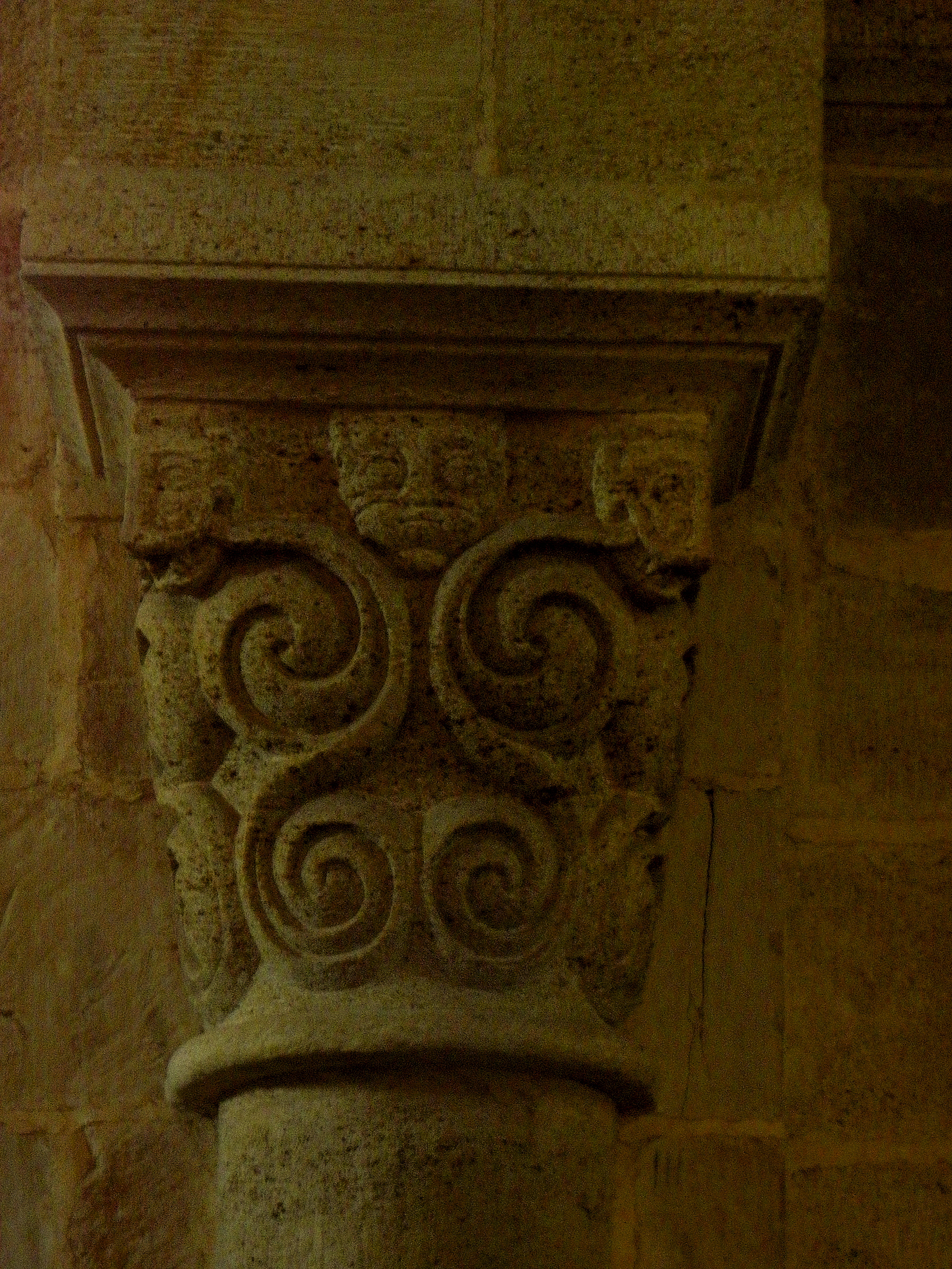
Kapitell der Kirche von Franchesse
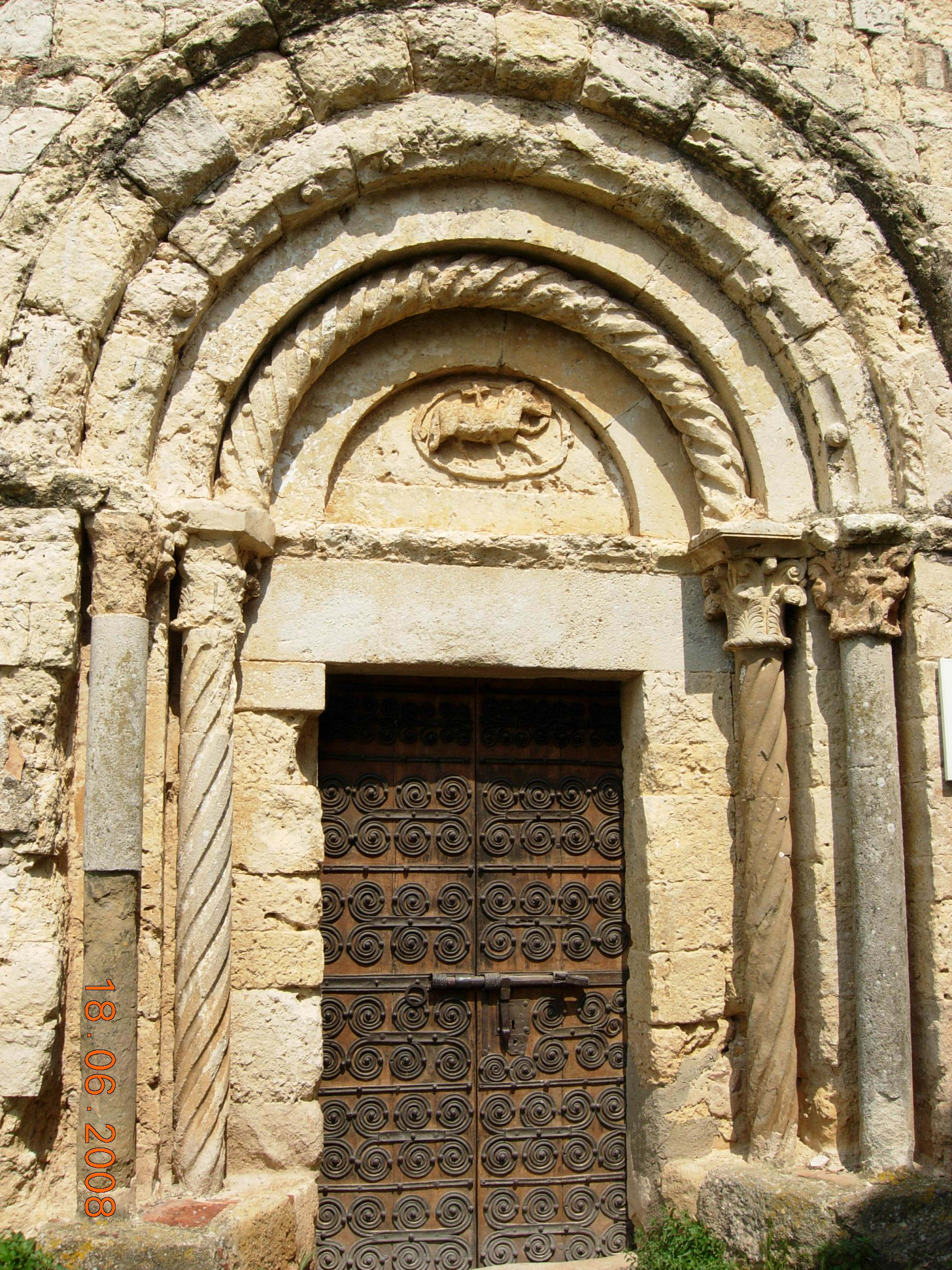
Spiralförmige Beschläge an der Tür der Kirche von Navata
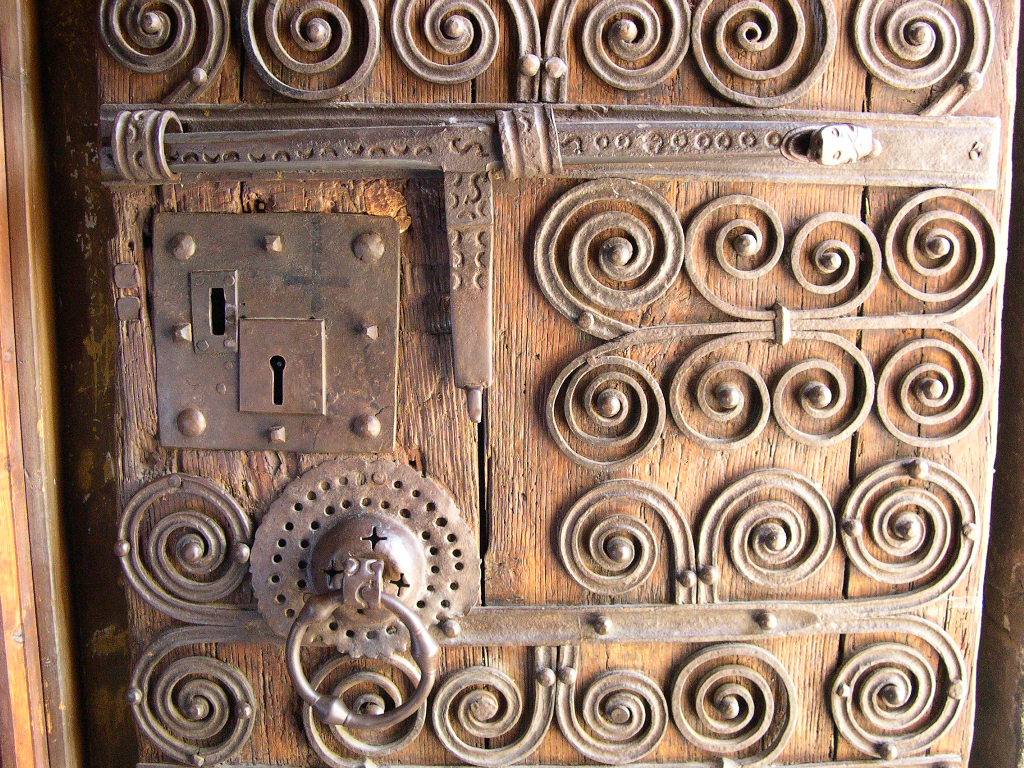
Spiralförmige Beschläge an der Tür der Kirche von Prats-de-Mollo-la-Preste

### Renaissance, Barock, Jugendstil
In der Renaissance fand die Spirale Einzug in die Arabeske und Groteske, in der Architektur ist sie in der Volute sowie im Rollwerk und im Manierismus in der charakteristischen figura serpentinata anzutreffen. Späte Höhepunkte erleben Spiralen in den Voluten der Barockzeit und im Jugendstil (z. B. bei Gustav Klimt).
Friedensreich Hundertwasser verwendete in seinem eigenen Kunststil die Spirale als Symbol von Geburt und Tod gleichermaßen und liebte sie, da sie der geraden Linie entgegenwirkte.

## Sozialwissenschaften
In der Demoskopie wurde die Metapher „Schweigespirale“ von Elisabeth Noelle-Neumann benutzt, um ein bestimmtes gegenseitiges sich Aufschaukeln von sozialen Reaktionen zu erklären und zugleich zu bekämpfen: In der öffentlichen Meinung würden gewisse Minderheitenstandpunkte so nachdrücklich vertreten, dass die Mehrheit zögere, sich überhaupt zu äußern, darauf würde die Minderheit immer diktatorischer und die Mehrheit immer stummer usw. Empirisch ist dieser Zusammenhang sehr schwer zu überprüfen.
Allgemein wird bei jedem Mechanismus, der eine Eskalation des Zustandes bewirkt, von einer Spirale gesprochen, etwa „Spirale der Gewalt“. In der Systemwissenschaft zeigen harmonische Oszillatoren, die exponentiell anwachsen (eskalieren), logarithmische Spiralen in ihren Phasenraumdiagrammen (Eskalationsspiralen). Daher ist dieser Begriff mathematisch korrekter als der synonym gebrauchte Begriff „Teufelskreis“, der keine Eskalation der Zustände beinhaltet.

## In der Natur
Viele Pflanzen und manche Tiere weisen in ihrem Bauplan spiralige Strukturen auf wie zum Beispiel das Schneckenhaus. Fossile Beispiele sind die Ammoniten. Die „Anordnung“ dieser biologisch erzeugten Spiralen, die meistens auf logarithmischen Spiralen beruhen, erfolgt wiederum in den allermeisten Fällen als Fibonacci-Folge.
Weiters – oft dreidimensional verbunden mit Chiralität:
- Hörschnecke (lateinisch Cochlea) des Gehörorgans im Innenohr von Säugetieren
- Das Horn mancher Arten von Schafen

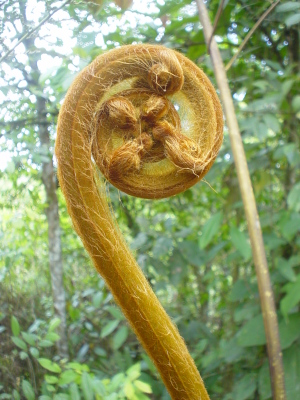
Farnblatt
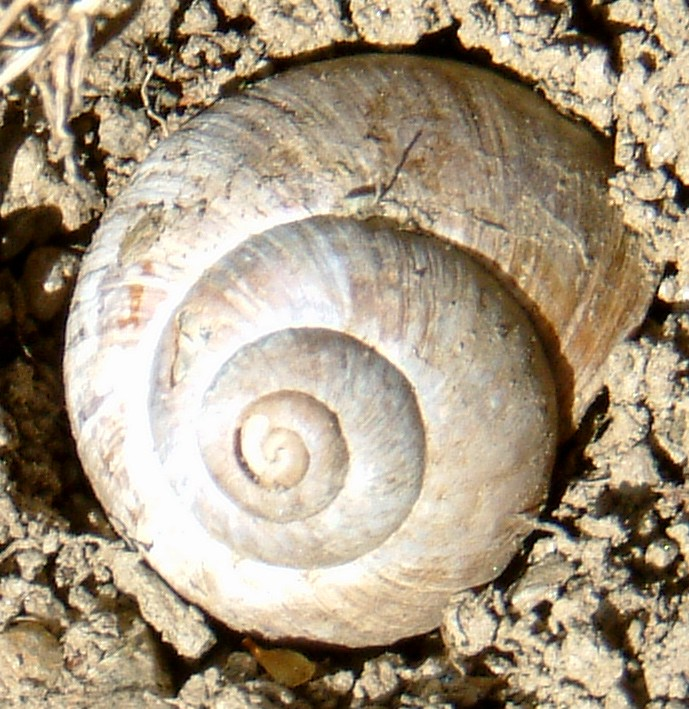
Schneckenhaus
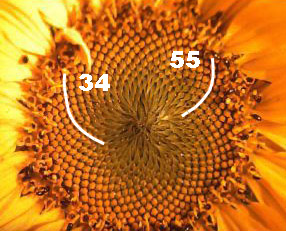
Sonnenblume
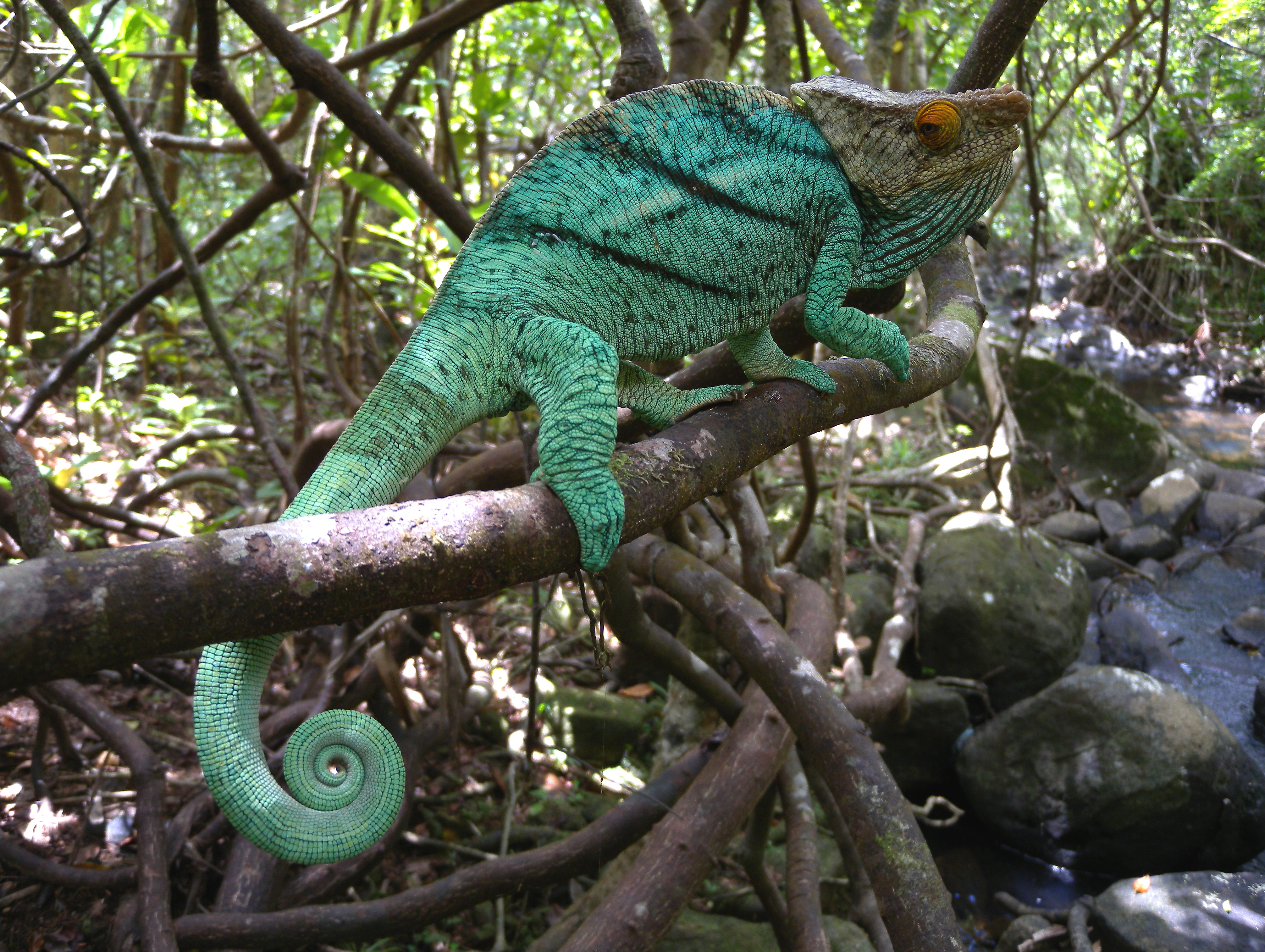
Chamäleon

In der Physik vollführt ein elektrisch geladenes Teilchen, das sich in einem Magnetfeld bewegt, eine Spiralbahn. Voraussetzung ist, dass sich das Teilchen nicht parallel, antiparallel oder quer zur Nord-Süd-Ausrichtung des Magnetfeldes bewegt. Die Kraft, die das Teilchen auf eine spiralförmige Bahn zwingt, heißt Lorentzkraft. Streng genommen ist diese Flugbahn aber eine Schraubenlinie. Bei der Bewegung parallel oder antiparallel zur Nord-Süd-Ausrichtung des Magnetfeldes entsteht eine gerade Flugbahn, und bei der Bewegung quer zur Nord-Süd-Ausrichtung des Magnetfeldes entsteht eine Kreisbahn. Wenn ein elektrisch geladenes Teilchen auf einer solchen Kreisbahn Energie durch elektromagnetische Strahlung abgibt, dann bewegt es sich auf einer immer enger werdenden Spiralbahn. Die schraubenförmige Flugbahn des elektrisch geladenen Teilchens ist eine Überlagerung einer geraden Flugbahn, und einer Kreisbahn. Bei Energieverlusten durch elektromagnetische Strahlung, und auch in inhomogenen Magnetfeldern, entstehen konische Spiralen aus der Überlagerung von Schraube und Spirale.